# Elasmus tenebrosus
Elasmus tenebrosus är en stekelart som beskrevs av Edgar F. Riek 1967. Elasmus tenebrosus ingår i släktet Elasmus och familjen finglanssteklar. Inga underarter finns listade i Catalogue of Life.